# Islote Burlotti
El islote Burlotti es un pequeño islote ubicado en dentro de la ría Deseado, en el Departamento Deseado, de la provincia de Santa Cruz, Patagonia Argentina. Se halla a sólo 50 metros de la margen sur de la ría, al oeste de la isla Elena. Se encuentra a 4 kilómetros en línea recta de la ciudad de Puerto Deseado. 
Se trata en realidad de un pequeño islote cuyas medidas máximas son 200 metros en sentido este-oeste y 60 metros en sentido norte-sur. Presenta escasa vegetación compuesta por Atriplex sp.. En la isla anidan pingüinos de Magallanes (Spheniscus magellanicus). También es posible observar gaviotas cocineras (Larus dominicanus) y ostreros negros (Haematopus ater).